# Neodiscus
Neodiscus es un género de foraminífero bentónico de la subfamilia Neodiscinae, de la familia Neodiscidae, de la superfamilia Cornuspiroidea, del suborden Miliolina y del orden Miliolida. Su especie tipo es Neodiscus milliloides. Su rango cronoestratigráfico abarcaba desde el Wordiense superior (Pérmico superior) hasta el Triásico inferior.

## Discusión
Neodiscus ha sido considerada un sinónimo posterior de Archaediscus de la subfamilia Archaediscinae, de la familia Archaediscidae, de la superfamilia Archaediscoidea, del suborden Fusulinina y del orden Fusulinida.

## Clasificación
Neodiscus incluye a las siguientes especies:
- Neodiscus anxianensis †
- Neodiscus eximius †
- Neodiscus ginglongensis †
- Neodiscus grandis †
- Neodiscus guangdongensis †
- Neodiscus guangxiensis †
- Neodiscus lianxianensis †
- Neodiscus milliloides †
- Neodiscus mirabilis †
- Neodiscus orbicus †
- Neodiscus paraovatus †
- Neodiscus plectogyraeformis †
- Neodiscus qinglongensis †
- Neodiscus reicheli †
  - Neodiscus reicheli globulus †
  - Neodiscus reicheli sigmoidalis †
- Neodiscus scitus †

Otra especie considerada en Neodiscus es:
- Neodiscus specialisaeformis †, de posición genérica incierta